# كينيث كيلر هال
كينيث كيلر هال (بالإنجليزية: Kenneth Keller Hall)‏ هو قاضي ومحامي وسياسي أمريكي، ولد في 24 فبراير 1918 في الولايات المتحدة، وتوفي في 8 يوليو 1999 في تشارلستون في الولايات المتحدة. انتخب قاضي محكمة الاستئناف الأمريكية للدائرة الاتحادية.